# Victoria Road (Dagenham)
Victoria Road, attualmente conosciuto come il Chigwell Construction Stadium per fini di sponsorizzazione, è il terreno di casa del Dagenham & Redbridge F.C. a Londra, Inghilterra. Ha una capacità di 6.078 spettatori.